# Blade Night München

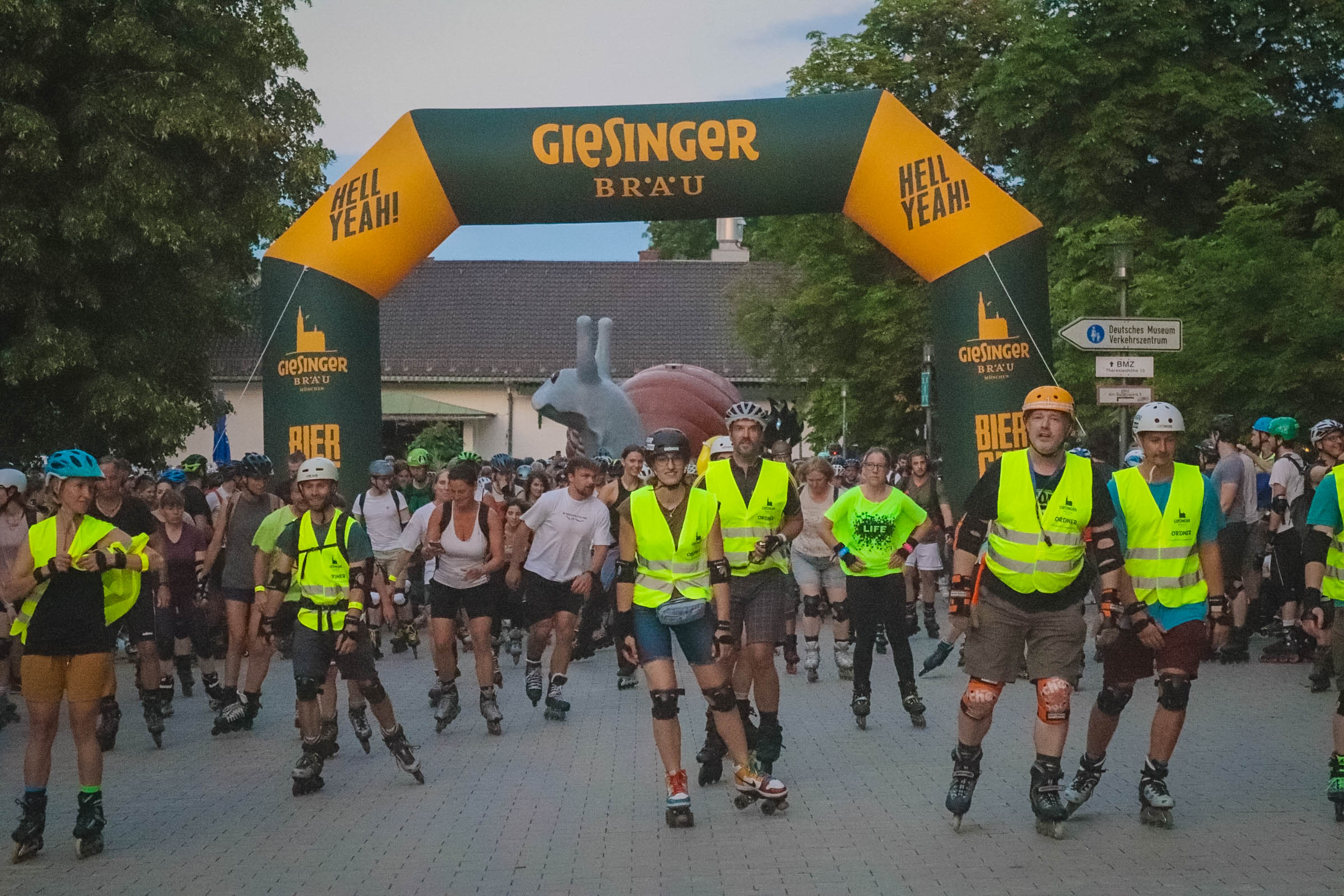
BladeNight Start 2023

Die BladeNight München ist eine wöchentlich in München stattfindende Skatenight.

## Geschichte
Die BladeNight München findet montags von Mai bis September auf wechselnder Strecke in München statt. Seit 1999 haben insgesamt über zwei Millionen Blader teilgenommen.
Nachdem zum Jahreswechsel 2016/17 der Vertrag mit dem Haupt- und Titelsponsor auslief und kein neuer Sponsor gefunden wurde, wurde am 9. Februar 2017 das vorläufige Ende der Blade Night München bekannt gegeben.
In 2019 fand die Münchner BladeNight als K2 Blade Night mit finanzieller Unterstützung der Firma K2 und der Stadt München wieder statt. Gefahren wurde auf 4 verschiedenen Strecken sowie einmal jährlich auf einer gesonderten Familienstrecke. Der Start befindet sich immer auf der Theresienhöhe vor dem Verkehrszentrum des Deutschen Museums.
Anfang 2020 sollte der Verein SkateMunich! e.V. aus finanziellen Gründen die Durchführung der Münchner Blade Night übernehmen und diese mit unverändertem Konzept auf den bewährten Strecken fortführen. Stattdessen pausierte die Veranstaltung coronabedingt erneut zwei Jahre.
Seit Mai 2022 findet die Münchener BladeNight veranstaltet von SkateMunich! e.V. wieder wöchentlich statt. Der Hauptsponsor im Jahr 2022 war Decathlon.
Seit 2023 ist Giesinger Bräu der neue Hauptsponsor der Münchner BladeNight.